# Budowanie konia trojańskiego (Tiepolo, 1773–1774)

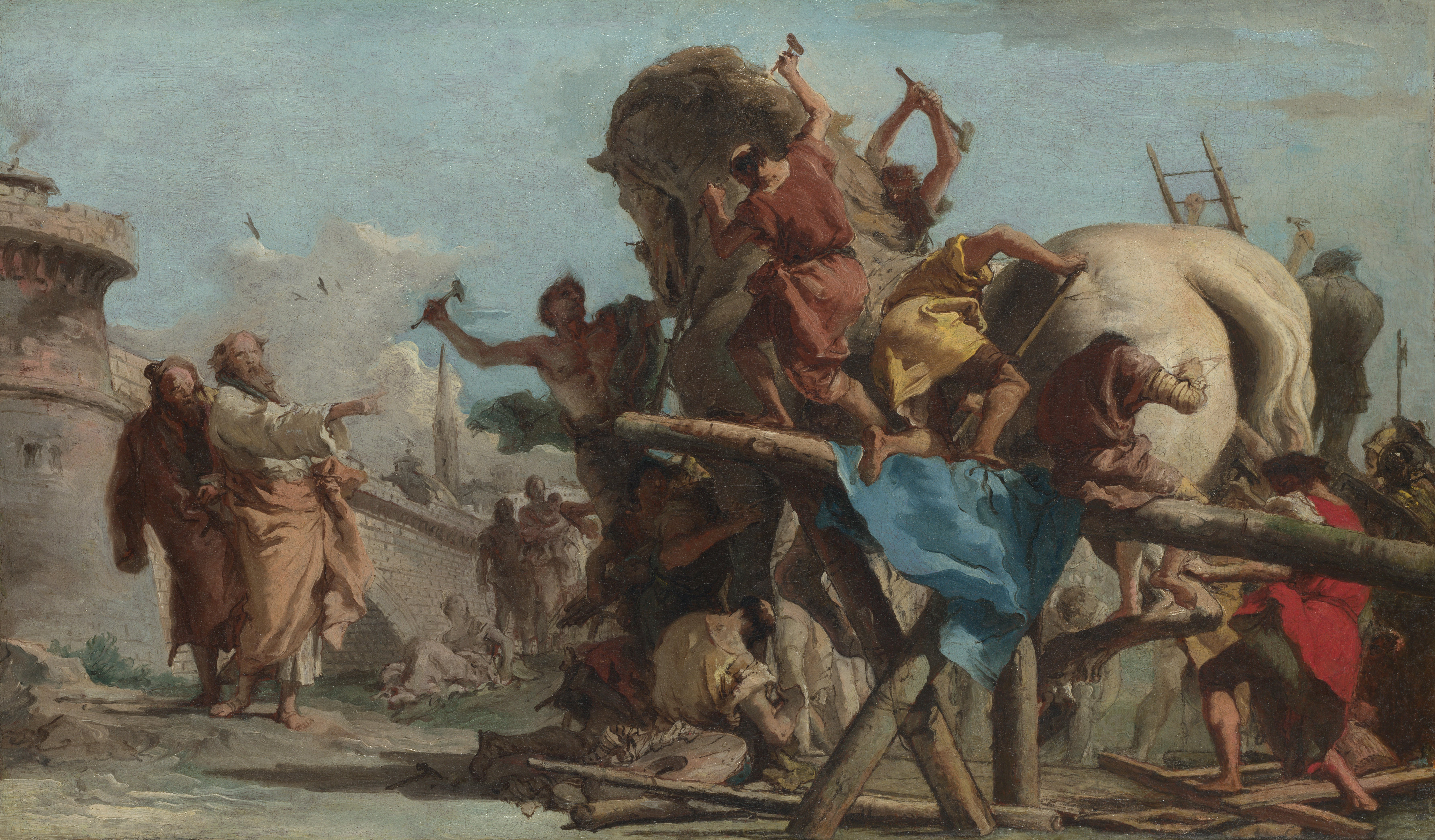
Szkic do obrazu znajdujący się w zbiorach National Gallery w Londynie

Budowanie konia trojańskiego – obraz olejny namalowany przez włoskiego malarza, rysownika i grafika Giovanniego Domenico Tiepola około 1773–1774, znajdujący się w zbiorach Wadsworth Atheneum Museum of Art w amerykańskim mieście Hartford w stanie Connecticut.

## Opis
Obraz ilustruje epizod z jednej z najsłynniejszych opowieści mitologii greckiej – wojny trojańskiej, ukazując robotników budujących gigantycznego drewnianego konia trojańskiego, w którym ukryje się 12 greckich wojowników, pozwalając im w ten sposób niepostrzeżenie dostać się do Troi.
Mężczyźni z młotami i dłutami pracują niestrudzenie, balansując na rusztowaniach i drabinach lub gromadząc się na ziemi. Jeden z nich siedzi na belce i unosi pędzel, by pomalować koński zad, jakby to było czyste płótno zagruntowane do malowania. Połyskująca sierść, dostojna poza i falująca grzywa odwróconego do widza konia sprawiają wrażenie, że jest żywy i porusza się. Po prawej stronie kilku Greków w zbrojach przygotowuje się do bitwy. Dwie postacie po lewej to prawdopodobnie Odyseusz i Agamemnon, chociaż jedną z nich może być w rzeczywistości Epejos, budowniczy konia, kierujący budową. W oddali bacznie przyglądają się temu kobiety i dzieci. Nad nimi wznoszą się mury obronne miasta, dachy i smukła iglica.
Monumentalny obraz Tiepola Budowanie konia trojańskiego powstał na podstawie szkicu z roku 1760 o tym samym tytule, różniącym się kolorystyką, pozami i umiejscowieniem niektórych robotników. Szkic znajduje się w zbiorach National Gallery w Londynie. 